# Научно-производственное предприятие «Алмаз»
Акционерное общество «Научно-производственное предприятие „Алмаз“» (АО «НПП „Алмаз“», ранее — ФГУП НПП «Алмаз») — один из крупнейших российских научно-производственных центров СВЧ-радиоэлектроники. Специализируется на разработке и серийном выпуске СВЧ-приборов и сложных комплексированных изделий для телекоммуникационной аппаратуры, размещаемой на авиационных и космических аппаратах, системах наземного и морского базирования. Расположено в городе Саратов. Входит в холдинговую компанию «Росэлектроника» Государственной корпорации «Ростех».
На базе АО «НПП „Алмаз“» в Саратовской области создан кластер электронной промышленности.
НПП «Алмаз» примет участие в создании федерального центра, который станет основной российской площадкой для испытания электротехнического оборудования.
Предприятие находится под санкциями стран Евросоюза, США, Великобритании и ряда других стран.

## История
Предприятие создано в 1957 году распоряжением Совета Министров СССР. Основное направление деятельности — разработка и производство изделий электронной техники для систем военного и гражданского назначения.За годы своего существования предприятие превратилось в научно-производственный центр СВЧ электроники, специализирующийся на разработке и серийном выпуске СВЧ приборов и сложных комплексированных изделий на их основе, используемых в системах связи, радиолокации и навигации, в широкополосных системах специального назначения. Была создана научная школа СВЧ электроники, построена конструкторско-технологическая база, сформирован коллектив ученых, инженеров и рабочих. На предприятии создавались генераторы шума и фазовращатели, лампы с бегущей и обратной волной «О» и «М» типа, магнетроны, управляемые напряжением. Ряд разработок был удостоен Государственной премии СССР. Среди них цикл работ по созданию бортовых спутников ЛБВ, позволивший создать первую национальную систему спутникового телевидения.
Две Государственные премии были присуждены за создание широкополосных ламп бегущей волны, нашедших широкое применение в различных системах специального назначения.
Предприятие разработало входные каскады радиопередатчиков бортовых РЛС для самолетов МиГ-29 и Су-27.
В 1997 году было начато производство приборов газовой электроники.
В 2004 году НПП «Алмаз» определено базовым научным центром по вакуумной широкополосной СВЧ электронике в России.
В 2013 году предприятие удостоилось победы в конкурсе Минпромторга РФ на звание лучшей организации ОПК высокой социально-экономической эффективности за 2012 год. В 2013 году во время авиационно-космического салона МАКС-2013 в Жуковском была представлена новая разработка НПП «Алмаз» — СВЧ-усилитель для станций мощных шумовых помех, предназначенный для перспективных средств радиоэлектронного противодействия. Рабочие диапазоны — X и Ku. Выходная мощность — 250 Вт.
В мае 2019 года «Алмаз» впервые продемонстрировал в действии новый автоматизированный комплекс противодействия гражданским БПЛА «Атака — DBS». Комплекс без участия оператора обнаруживает БПЛА и идентифицирует его по принципу «свой-чужой». Если полет над охраняемым участком не санкционирован, то система автоматически блокирует каналы управления и передачи данных нежелательного аппарата и оповещает заинтересованные стороны о происшествии посредством СМС и электронных сообщений. Особенностью комплекса «Атака-DBS» является избирательное подавление канала управления беспилотника — нарушителя.
Предприятие имеет собственную базу отдыха «Луч» и Центр детского отдыха им. Ю. А. Гагарина.

## Продукция
НПП Алмаз занимается производством изделий в следующих областях:
- СВЧ-приборы:
  - Широкополосные лампы бегущей волны (ЛБВ)
  - Импульсные лампы бегущей волны (ЛБВ)
  - ЛБВ для систем спутниковой связи

- Газовая электроника:
  - Газовые клапаны КЭМГ — предназначены для применения в системах автоматического отключения газовых приборов
  - Сигнализаторы контроля загазованности СИКЗ
  - Системы аварийного отключения газа
  - Сигнализаторы оксида углерода
  - Системы контроля загазованности БУГ
  - Сигнализаторы утечки газового топлива автомобилей «АВТОГАЗ-2»
  - Камеры испытательные газовые переносные

- Прессы механические и гидравлические для определения характеристик асфальтобетонных материалов

## Образовательная деятельность
С 2001 года на предприятии открыт филиал кафедры «Электронные приборы и устройства» Саратовского государственного технического университета (СГТУ) им. Гагарина.
С 2002 года при НПП «Алмаз» функционирует Базовая кафедра основ проектирования приборов СВЧ Факультета нелинейных процессов Саратовского государственного университета имени Чернышевского. Заведующий кафедрой — генеральный директор НПП «Алмаз» Бушуев Николай Александрович.